# جون بيرنسايد
جون بيرنسايد (بالإنجليزية: John Burnside)‏ هو مخترِع أمريكي، ولد في 2 نوفمبر 1916 في سياتل في الولايات المتحدة، وتوفي في 14 سبتمبر 2008 في سان فرانسيسكو في الولايات المتحدة.

## وصلات خارجية
- جون بيرنسايد على موقع IMDb (الإنجليزية)